# Работещи бедни
Работещи бедни е наименование за работещите лица, получаващи срещу своя труд по-малко от 1 щатски долар на ден.
Според Международната организация на труда през 2003 г. в света има около 550 млн. работещи бедни. Най-голям е техният брой в Африка, Азия и Латинска Америка.